# Обухов, Анатолий Ефимович
Анатолий Ефимович Обухов (12 июня 1923 года — 25 июня 1965 года) — советский военный, подполковник. В годы Великой Отечественной войны командир роты 175-го отдельного сапёрного батальона (126-я стрелковая дивизия, 54-й стрелковый корпус 43-я армия, 3-й Белорусский фронт), старший лейтенант, Герой Советского Союза (1945).

## Биография
Родился в деревне Боронуково ныне Переславского района Ярославской области в семье крестьянина. Окончил 7 классов. До войны работал в колхозе.

### Великая Отечественная война
В октябре 1941 года был призван в Красную Армию. Боевой путь начал рядовым сапёром.
В 1943 году окончил ускоренный курс Московского военно-инженерного училища. Вернувшись на фронт, командовал сапёрной ротой 175-го отдельного сапёрного батальона 126-й стрелковой дивизии, Принимал участие в боях за освобождение Белоруссии и Прибалтики, Восточной Пруссии.
В ночь на 8 мая 1943 года группа сапёров-разведчиков под командованием лейтенанта Обухова скрытно продвинулась в тыл фашистов, обезвредила на своём пути обнаруженное минное поле, причём сам командир снял 15 противотанковых мин. Продвигаясь вперёд, разведчики натолкнулись на вражеский дзот. Обухов не растерялся, блокировал дзот и первым бросил в него гранату. Когда фашисты стали выскакивать из укрытия, сапёры открыли по ним стрельбу. Обухов лично уничтожил двух немцев. Приказом по войскам 43-й армии от 21 мая 1943 года лейтенант Обухов награждён орденом Красной Звезды.
Вторую награду — орден Отечественной войны 2-й степени — получил в апреле 1944 года за проявленное мужество при разминировании проходов для наступления наших частей в Прибалтике. Сапёры, руководимые лейтенантом Обуховым, сделали 13 проходов, сняли 570 мин. Работа шла под непрерывным огнём противника.
Орден Отечественной войны 1-й степени получил за подвиг, совершённый им в октябре 1944 года. Лейтенант Обухов с группой сапёров действовал впереди боевых порядков пехоты, расчищая путь от мин и завалов. На одном из участков группа столкнулась с немецкими сапёрами, подготавливавшими взвыв моста через пеку Минге. В завязавшемся бою были убиты три немецких солдата и офицер. Обухов разминировал мост и организовал его охрану до подхода нашей пехоты.
В феврале 1945 года во время наступательных операций в Восточной Пруссии старший лейтенант Обухов руководил передовым отрядом инженерного обеспечения боя. Под огнём противника восстанавливались подорванные фашистами мосты.
В апреле 1945 года руководил сапёрами при штурме столицы Восточной Пруссии — города Кёнигсберга. 8 апреля в одном из кварталов наши бойцы были остановлены гарнизоном дома, превращённого в своеобразный форт, из которого били пулемёты, автоматы и даже орудия. Лейтенант Обухов под огнём противника сумел пробраться в здание и установить под ним заряд. Дом был взорван вместе с гарнизоном, успех боя был решён.
Указом Президиума Верховного Совета СССР от 19 апреля 1945 года за образцовое выполнение боевых заданий командования на фронте борьбы с немецкими захватчиками и проявленные при этом отвагу и геройство старшему лейтенанту Обухову Анатолию Ефимовичу присвоено звание Героя Советского Союза с вручением ордена Ленина и медали «Золотая Звезда» (№ 6265).

### После войны
После войны продолжал службу в армии. В 1956 году окончил Военно-инженерную академию. С 1964 года подполковник Обухов — в запасе. Жил в Симферополе, в последние годы вернулся на родину, жил в Ярославле. Скончался 15 июня 1965 года после тяжелой болезни. Похоронен на Воинском мемориальном кладбище города Ярославля.

## Награды и звания
- Медаль «Золотая Звезда»;
- орден Ленина;
- орден Отечественной войны 1-й степени;
- орден Отечественной войны 2-й степени;
- два ордена Красной Звезды;
- медали.